# Hidroelektrana Trebinje
Hidroelektrana Trebinje är ett vattenkraftverk i Bosnien och Hercegovina.   Det ligger i entiteten Republika Srpska, i den södra delen av landet, 120 km söder om huvudstaden Sarajevo. Hidroelektrana Trebinje ligger 318 meter över havet. Det ligger vid sjön Bilećko Jezero.
Terrängen runt Hidroelektrana Trebinje är huvudsakligen kuperad, men söderut är den bergig. Hidroelektrana Trebinje ligger nere i en dal. Närmaste större samhälle är Trebinje, 12,8 km väster om Hidroelektrana Trebinje. 
I omgivningarna runt Hidroelektrana Trebinje växer i huvudsak blandskog. Runt Hidroelektrana Trebinje är det ganska tätbefolkat, med 62 invånare per kvadratkilometer.